# Cantone di Châteldon
Il Cantone di Châteldon era una divisione amministrativa dell'arrondissement di Thiers.
È stato soppresso a seguito della riforma complessiva dei cantoni del 2014, che è entrata in vigore con le elezioni dipartimentali del 2015.
Comprendeva i comuni di
- Châteldon
- Lachaux
- Noalhat
- Paslières
- Puy-Guillaume
- Ris